# Saratovskij rajon
Il Saratovskij rajon (in russo Саратовский район?) è un'ex unità amministrativo-territoriale (rajon) dell'oblast' di Saratov, nella Russia europea; il centro amministrativo era la città di Saratov che non faceva parte del distretto. 
Il 1 gennaio 2022 è stato trasformato in un distretto amministrativo e denominato, il 13 maggio 2022, Gagarinskij rajon. Quest'ultimo, a differenza dell'ex Saratovskij rajon, non comprende terre al di fuori degli insediamenti di 4 ex comuni. Dal 1 gennaio 2022 tutti gli insediamenti dell'ex distretto saranno inclusi nel circondario urbano (городской округ) di Saratov, senza far parte della città.

## Villaggi
- Pristannoe